# 엔가젯

엔가젯 로고

엔가젯(Engadget)은 소비 전자상품에 대한 다국적 기술 웹로그이자 팟캐스트이다. 엔가젯은 기술 사이트 부문에서 2007 웹로그 상을 받기도 하였다. 이 블로그는 스페인어, 일본어, 독일어, 폴란드어, 한국어, 중국어(간체, 번체)를 비롯한 언어로 접근할 수 있다.
엔가젯은 이전 기즈모도 기술 웹로그 편집자, 공동 설립자인 피터 로하스(Peter Rojas)가 공동 설립하였다.

## 작성자 목록
| 블로거                                              | 직위                                       |
| --------------------------------------------------- | ------------------------------------------ |
| 팀 스티븐스(Tim Stevens)                            | 최고 편집자(Editor-in-chief)               |
| 다렌 머프(Darren Murph)                             | 관리 편집자(Managing Editor)               |
| 조수아 프룰링거(Joshua Fruhlinger)                  | 편집 감독(Editorial Director)              |
| 돈 멜런슨(Don Melanson) 브라이언 히터(Brian Heater) | 최고 연합 편집자(Senior Associate Editors) |